# Diaconiehuis (Hoorn)
Het (protestantse) Diaconiehuis is een pand aan het Achterom in de binnenstad van de Nederlandse stad Hoorn (Noord-Holland). Het pand aan het Achterom 3-5 staat bekend als Diaconiehuis, een ander woord is armenhuis, maar werd ook jarenlang gebruikt als burgemeesterswoning, pas na de laatste burgemeester werd het in gebruik genomen door de Diaconie en fungeerde het als centrum voor armenzorg van de gereformeerde gemeente.

## Geschiedenis

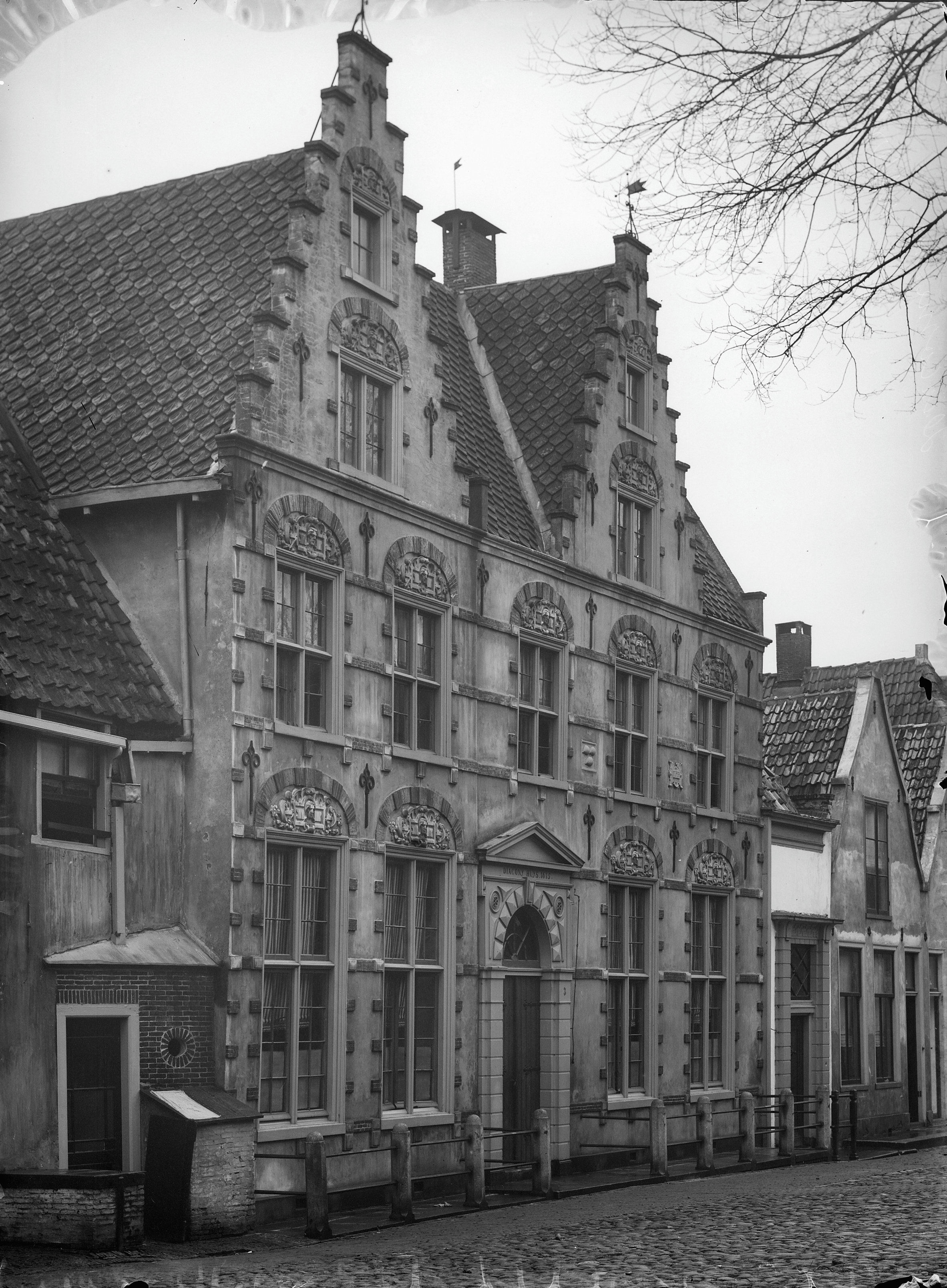
Het Diaconiehuis in november 1893

Het pand bestaat uit meerdere bouwdelen, die elk in verschillende perioden zijn gebouwd. Op een kaart uit 1615, gemaakt door Velius, staat het pand dan ook nog als twee aparte panden ingetekend. Het pand was tot 1654 een grachtenpand, omdat het Achterom toen nog een gracht was. In 1645 werd, naast het rechter pand, een vrijstaand pand gebouwd. Hier werd nog weer een pandje voor gezet dat voorzien werd van een apart poortje. Dit is het huidige rechter poortje tussen het Diaconiehuis en Achterom 7. De gracht werd in 1654 overwelfd, niet gedempt. Ruim 200 jaar lang wordt het pand gezien als een voornaam pand. Het deel links van de toegangspoort werd rond 1596 gebouwd als diephuis. Het rechter deel, van origine het pand In de 3 Egels, stamt uit 1615. Het betreft een Vlaamse gevel. Deze drie egels staan in een gevelsteen, zij komen uit het wapen van de familie Sonck. Of het pand in opdracht van burgemeester Albert Sonck is gebouwd is niet zeker, wel is zeker dat hij er gewoond heeft. Rechts van dit bouwdeel werd in de 18e eeuw een gang gebouwd. Het linker bouwdeel is ouder, het stamt uit 1596, maar de gevel daarvan is jonger. Er wonen doorgaans mensen uit de hogere burgerij, waaronder ook burgemeesters. Tussen 1615 en 1731 woonde eerst de familie Sonck en daarna de familie Van Foreest er. Wanneer de Foreesten de Soncks afwisselden is niet met zekerheid te zeggen. Ook niet of er nog een andere familie gewoond heeft. De eerste verkoop van het pand, waarvan de akte bewaard is gebleven, vindt in 1731 plaats, dat jaar kocht Jacob Josias van Bredehoff het pand. Tot 1822 blijven de nazaten van de familie Van Bredehoff eigenaar. In 1822 verkocht Maria Jacoba de Vicq het pand met tuin aan de Diacony der Gereformeerde Gemeente, dat het woonhuis verbouwde tot armenhuis.

### Diaconiehuis
De diaconie betaalde 2.000 gulden voor het woonhuis met land dat tot aan de Westerdijk loopt. Zeer vermoedelijk liet de diaconie nog het jaar van aankoop het bouwdeel D1 bouwen dat haaks op de andere bouwdelen gebouwd is. Doordat het zeer waarschijnlijk tegen de erfgrens met panden aan de Proostensteeg werd gebouwd, creëerde het zo een grote binnenplaats bij het Diaconiehuis. Rond 1830 werd tegen dit bouwdeel een L-vormig gebouw gebouwd, waardoor de binnenplaats verkleind werd tot het huidige formaat. In de jaren dat het huis een armenhuis was, werd er elk jaar een diaken van de kerk benoemd tot directeur van het diaconiehuis. De directeur hield toezicht op de bouwkundige staat van het pand, de orde in het huis en de verstrekte maaltijden. Voor de dagelijkse leiding was er echter een echtpaar, zij werden (net als bij een weeshuis) vader en moeder genoemd. De dagelijkse leiding was streng: omgang met andersgelovigen was niet toegestaan en de mannen en vrouwen leefden strikt gescheiden van elkaar. Eventuele echtparen werden bij binnenkomst ook van elkaar gescheiden. Mocht blijken dat een van de verpleegden te veel had gedronken, dan kon deze zelfs lijfelijk gestraft worden met een karwats.
De gang achter de centrale deur dient bij het Diaconiehuis als toegang voor armen om hun bedelingsgeld te halen. Zij krijgen het geld in de directiekamer (de oude woonkamer). Hiervoor moeten zij soms wel urenlang wachten en dan krijgen zij vaak maar een of twee gulden. Omstreeks 1865 werd een naastgelegen pand uit de 17e eeuw, eigendom van notaris Nicolaas Carbasius, aangekocht of via schenking verkregen. Hoe dat precies is gegaan is niet bekend. Na het verkrijgen van het pand, werd het complex ook verbouwd. Bij deze verbouwing werd ook de voorgevel voorzien van pleisterwerk. Ter herinnering is in de hal een herdenkingssteen geplaatst, die mr. W.C.J. de Vicq herdenkt. Het dak werd ook gedekt met Oegstgeester dakpanen en in de boogvelden kwam een vulling met maskers. In de loop van de jaren werd het pand aan de achterzijde ook uitgebreid, zodat er ook meer ruimte kwam voor de nieuwe bewoners. In 1891 werden delen van het pand van Carbasius gesloopt om plaats te maken voor twee kleine woningen met in- en uitzwenkende gevels. Deze werden bij een verbouwing in 1891 vervangen door de anno 2022 nog altijd aanwezige trapgevels. De bewoners werden verpleegden of bestedelingen genoemd. Hoewel zij gratis inwoning hadden, moesten zij wel meehelpen in het huishouden. In de 19e eeuw werden de gevels gewijzigd, waardoor deze een neorenaissance uiterlijk hebben gekregen. Het interieur van het gebouw werd ook in fasen samengesteld te weten in de 18e eeuw en 19e eeuw, en in een langdurige verbouwing tussen 1924 en 1939. Gedurende deze verbouwing werd ook de bestemming van het gebouw gewijzigd. Het gebouw werd van een bijna leeg diaconiehuis, in 1905, 1908 en 1915 waren er respectievelijk 18, 19 en 11 van de 40 plekken bezet, verbouwd tot Tehuis voor Ouden van Dagen.
In 1923 werden er gesprekken gevoerd tussen de hervormde gemeenten in heel oostelijk West-Friesland. Omdat alle andere gemeenten het Diaconiehuis in Hoorn open wilden stellen voor alle ouderen, in plaats van alleen de armlastigen, wees de diaconie van Hoorn dit af. Het complex werd wel uitgebreid. Onder andere boven het poortje tussen de nummers 5 en 7 kwam een extra kamer. De twee aparte gebouwen werden later, 1969-1971, onder hetzelfde dak geplaatst en het 18e-eeuwse raam boven de poort werd vervangen door een dakkapel. Op 25 juni 1929 wordt het nieuwe bejaardentehuis officieel geopend, voor alle ouderen die er wilden wonen. De zorg voor armen kwam te vervallen en getrouwde stellen werden niet langer gescheiden. Eventueel bedlegerige bewoners werden verhuisd naar het Stadsziekenhuis, want door alle trapjes en smalle gangen was het tehuis ongeschikt voor mindervalide bewoners. Een overleden bewoner werd naar het baarhuisje verplaatst, dit stond achter in de tuin, tegen de dijk aan. De bewoner werd meestal gekleed wit katoenen lijkwade. In 1935 werden in de tuin twee nieuwe vleugels gebouwd. Na deze verbouwing komen er ook meer verzoeken van bewoners van Hoorn om in het tehuis te mogen komen wonen. Er komt langzaamaan ook een eis dat mensen gaan betalen voor inwoning. Omdat na 1950 de ziekenhuizen dit soort patiënten (patiënten zonder medische indicatie) niet meer op nemen, werd een van de dagverblijven verbouwd tot ziekenzaal, waar bedlegerige bewoners toch verzorgd konden worden. Hierdoor werd het aantal plaatsen wel lager, er konden nog maar 35 bewoners in het tehuis terecht. Rond dezelfde tijd vroeg de gemeente Hoorn aan de protestantse kerkgenootschappen om een nieuw en modern bejaardentehuis te openen. De stichting die dit zou gaan oprichten werd zelf op 1 januari 1960 gesticht: Stichting Protestants Interkerkelijk Verzorgingshuis voor Bejaarden. Het pand werd in 1956 nog uitgebreid met het naastgelegen woonhuis op nr. 1. Dit pand was eerder nog onbewoonbaar verklaard. Het bouwdeel werd tijdens de verbouwing van 1969-1971 geïntegreerd in het hoofdgebouw. Zeven jaar na de verbouwing werd het nieuwe woonzorgcentrum Westerhaven aan de Westerdijk, en direct achter het Diaconiehuis, geopend. Het pand aan het Achterom bleef nog twee jaar in functie als tehuis voor ouderen, waarna er een grote meerjarige restauratie volgde. Nog datzelfde decennium, in 1979, werd het bouwdeel gedeeltelijk afgebroken om plaats te maken voor de toegang naar het nieuwe Westerhaven.

### Uitvaartcentrum
Tijdens deze restauratie werden de Oegstgeester dakpannen vervangen door oudhollandse pannen. In 1971 wordt het complex heropend en in gebruik genomen als uitvaartcentrum. Alleen de directeur van het nieuwe verzorgingstehuis blijft nog op het adres Achterom 3 rood wonen. Deze woning bevindt zich op de eerste verdieping van het Diaconiehuis. In 1977 werd er een grote restauratie uitgevoerd. Hierbij werd het belendende pand op het adres Achterom 1 gesloopt. Hiervoor kwam er een kleinere uitbouw terug gebouwd. De huidige roze gevelkleur werd vermoedelijk omstreeks 1987 aangebracht, daarvoor was de gevel eerder zacht okergeel, of Bentheimer geel. In 2006 werd het gehele complex: het voormalige woonhuis of Diaconiehuis en de twee panden ten noorden ervan, door de Stichting Protestants Interkerkelijk Verzorgingshuis voor Bejaarden afgestoten en verkocht aan de toenmalige huurder: de Eerste Hoornse Begrafenis- en Crematieverzorging van 1894 (EHBC). Deze onderneming splitste het pand in 2013 op, door de panden op nummer 7 en 9 af te stoten. De uitvaartonderneming bleef tot 2016 in het pand gevestigd.
Het pand werd dat jaar door de EHBC verkocht. De nieuwe eigenaar besloot om de woonfunctie middels een verbouwing in 2019 en 2020 weer terug te brengen. Er werden meerdere appartementen in het complex gevestigd. Bij de verbouwing werden de monumentale interieuronderdelen, waaronder het interne poortje en de open haard, behouden. Tijdens de verbouwing werd er ook een bouwhistorisch onderzoek uitgevoerd. Na de verbouwing kreeg het project van de Vereniging Oud Hoorn de Monumentenprijs 2020.

## Exterieur
De voorgevel bestaat uit twee trapgevels, die beide van roze pleisterwerk zijn voorzien, waartussen een poort in maniëristische stijl. De omlijsting van de deur bestaat uit twee geblokte pilasters die samenkomen in een halfronde omlijsting met diamantknoppen. Aan weerszijden van het bovenlicht en de omlijsting is een rond gietijzeren ventilatierooster geplaatst. Op de omlijsting staat weer een driehoekig fronton. Vermoedelijk was deze ingangspartij groter, met een ovaal bovenlicht of oeil-de-boeuf boven de deur en daarboven het timpaan. Het maniërisme komt ook terug in de afwisseling van schoon metselwerk en speklagen tussen de bakstenen. De vensters zijn allemaal gevormd als kruisvensters, met in de bovenste ramen van origine glas-in-lood.
In het midden van de gevel, naast het venster zijn twee gevelstenen aangebracht. De rechter is een jaartalsteen en de linker toont het familiewapen van de familie Sonck. Deze gevelsteen toont drie egels, de onderste van de drie heeft aan weerszijden tekst. De tekst leest IN DE 3 EGELS. De drie egels komen ook terug op een wapenschild aan de voorgevel van het Sint-Pietershof. De andere steen toont het (veronderstelde) bouwjaar 1615.
De twee gevels lijken symmetrisch, maar zijn dat niet. De rechtergevel is breder dan de linker, ook heeft dit deel een langskap die vanaf de straat goed zichtbaar is. Het betreft een zogenaamde Vlaamse gevel, omdat de geveltop eigenlijk een dakkapel is die vanaf de voorgevel doorgetrokken is. Het linkerdeel, een gewone trapgevel, heeft een dwarskap (de nok van deze kap staat haaks op de straat) en dit bouwdeel is duidelijk smaller. Deze gevel staat op vlucht.

## Interieur

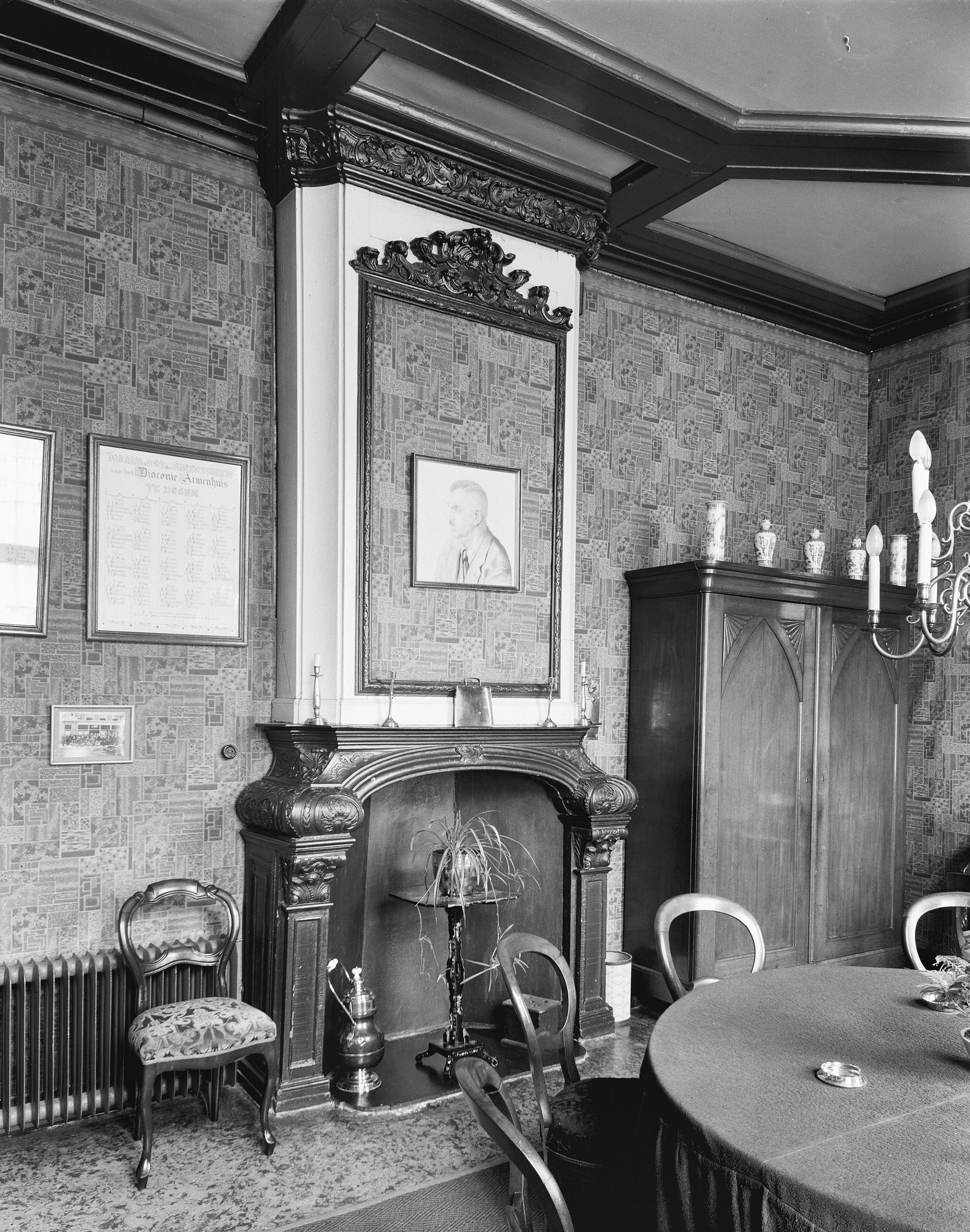
De schouw in de regentenkamer

Het complex bestaat uit twee samengevoegde woonhuizen, dit is buiten nog te zien aan de twee delen van de voorgevel en de twee verschillende daken. In de gang achter de voordeur staat een bijzonder bewerkte poort. Een van de kamers was de woonkamer van de regentenfamilies en later de bestuurskamer van het diaconiehuis en deze is daarom rijker bewerkt dan de anderen. Deze kamer bevat een rijk geornamenteerde schouw.

## Bekende bewoners
Onderstaande inwoners hebben gedurende enige tijd in het pand, of een bouwdeel daarvan, gewoond dat later het Diaconiehuis zou vormen.
- Albert Fransz. Sonck (1571-1658), bouwheer van het pand en zijn vrouw Cornelia van Segwaert (1586-?), weduwe van François van Bredehoff en moeder van Adriaan van Bredehoff, later schout van Hoorn. Adriaan kwam met zijn moeder mee na haar huwelijk met Sonck.
- Cornelis van Foreest (1704-1761), heer van Schoorl en Camp en Slot Egmond
- Jacob Josias van Bredehoff (1677-1748), heer van Hobrede en schepen van Hoorn
- mr. Gerbrand de Vicq (1736-1813), schepen van Hoorn, vader van Maria Jacoba
- Maria Jacoba de Vicq (1763-1824), getrouwd met Chrisiaan Jan van de Blocquery (1758-1828), secretaris van Hoorn
- Nicolaas Carbasius (1768-1863), wethouder van Hoorn, burgemeester van Oudendijk
- Pieter Nooteboom (1881-1963), de tweede ereburger van Hoorn